# NGC 208
NGC 208은 태양계에서 약 2억 2,900만 광년 떨어져 있으며, 물고기자리에 위치한 나선 은하이다. 1863년 10월 5일, 독일인 천문학자 알베르트 마르트에 의해 발견되었다.

## 같이 보기
- 나선은하
- NGC 1 ~ 999 목록
- 물고기자리